# Lindsay van Zundert
Lindsay van Zundert (Etten-Leur, 1 februari 2005) is een voormalig Nederlands kunstschaatsster.
Van Zundert werd 16e op de wereldkampioenschappen kunstschaatsen 2021 in Stockholm met persoonlijke records van 57,72 (korte kür), 116,78 (vrije kür) en 174,50 (totaal). Deze 16e plaats was de beste plaats voor een Nederlandse kunstrijder sinds 1976. Hiermee plaatste ze zich voor de Olympische Winterspelen 2022.
In november 2021 liet NOC*NSF weten dat Van Zundert officieel, als eerste Nederlandse kunstschaatsster in 45 jaar, was geplaatst voor de Olympische Spelen. Zij was ook, samen met schaatser Kjeld Nuis, vlaggendrager tijdens de openingsceremonie.
In 2024 stopte Van Zundert met topsport. Zij deed dit naar eigen zeggen naar aanleiding van het overlijden van Joan Haanappel en Sjoukje Dijkstra beiden voormalig topsportsters en kunstrijdsters die haar begeleidden in haar sportcarrière. Ze zou over de dood van beide dames zeggen: "Dat was een klap in mijn gezicht. Nooit meer die belletjes met Joan, nooit meer kletsen over hoe zij het zou hebben gedaan. Even later overleed ook Sjoukje. Dat was helemaal het punt dat ik wist dat het geen zin meer had om door te gaan."

## Persoonlijke records
Behaald tijdens ISU-wedstrijden. 
|                     | punten | datum      | toernooi |
| ------------------- | ------ | ---------- | -------- |
| Hoogste totaalscore | 175,81 | 17-02-2022 | OS       |
| Hoogste korte kür   | 59,24  | 15-02-2022 | OS       |
| Hoogste vrije kür   | 116,78 | 26-03-2021 | WK       |

## Belangrijke resultaten
| Kampioenschap                         | 2019 | 2020 | 2021          | 2022          |
| ------------------------------------- | ---- | ---- | ------------- | ------------- |
| Olympische spelen                     |      |      |               | 18e           |
| Wereldkampioenschap                   |      | *    | 16e           |               |
| Europees kampioenschap                |      |      | *             | 27e           |
| Nederlands kampioenschap              |      |      | Goud          |               |
| WK junioren                           |      | 29e  | geen deelname | geen deelname |
| NK junioren                           | Goud | Goud | geen deelname | geen deelname |
| * afgelast vanwege de coronapandemie. |      |      |               |               |